# Palacio del Gobernador (Orbetello)
El palacio del Gobernador o palacio de España (en italiano, Palazzo del Governatore, Palazzo di Spagna o del Padiglione), es un edificio histórico italiano situado en el centro de Orbetello, en la plaza Eroe dei due mondi.

## Historia
El palacio data del siglo XVII y se construyó en el emplazamiento de una estructura anterior para albergar la sede del gobierno del Estado de los Presidios. El edificio de planta rectangular y de alturas, presenta un frente con un pórtico de cinco arcos y un campanario central en torre con reloj. Sobre el pórtico de entrada, edificado en el siglo XIX, está situado un busto de Giuseppe Garibaldi, obra del escultor Ettore Ferrari.
El arco central del pórtico no se reabrió hasta 2015, lo que obligó a retirar la placa en memoria de Giuseppe Mazzini ahí situada, que se trasladó a la fachada del palazzo comunale (ayuntamiento).